# Gunta Baško
Gunta Baško, già coniugata Melnbārde (Riga, 27 aprile 1980), è una cestista lettone.

## Carriera
Con la maglia della Lettonia ha disputato gli Europei nel 1999, nel 2005 e nel 2007. Ha poi preso parte anche ai Giochi olimpici 2008 a Pechino.
Nella stagione 2009-10 ha giocato con la maglia dell'Umana Reyer Venezia.